# Svenska Scoutrådet
Svenska Scoutrådet (švédsky Rada Švédských skautů, SSR) byl až do roku 2012 národní Skautskou federací ve Švédsku. Rada byla rozpuštěna v září 2013, po restrukturalizačním procesu a vytvoření nového jednotného národního skautského sdružení, Scouterna (Skaut).
Skauting ve Švédsku vznikl v roce 1908, dívčí skauting následoval v roce 1910. Švédští Skauti byli mezi zakládajícími členy Světové Organizace Skautského Hnutí v roce 1922, skautky byli mezi zakladatelkami Světové Asociace skautek v roce 1928.

## Členské organizace
Členy švédské Skautské federace byly:
- Svenska Scoutförbundet (SSF, švédská asociace skautů a skautek: mezináboženský: 40 200 členů)
- Svenska Missionskyrkans Ungdom Scout (SMU, Skautská organisace Poslání Paktu Mládeže Švédska: 10 600 členů)
- KFUK-KFUMs Scoutförbund (švédská asociace skautů a skautek YMCA-YWCA: 9300 členů)
- Nykterhetsrörelsens Scoutförbund (NSF, Temperance skautská asociace: 6400 členů)
- Frälsningsarméns Scoutförbund (FA, Skauti Armády Spásy: 600 členů)